# Ilkka Remes
Ilkka Remes, född 13 december 1962 i Luumäki, egentligen Petri Pykälä, är en finländsk författare.
Med sina skickligt komponerade detektivromaner, som ofta utspelar sig i internationella miljöer, har Remes blivit en av Finlands populäraste berättare, ständigt i topp på bästsäljarlistorna. Böckerna utspelas i nuet, där terrorism och miljöförstörelse blir en del av den actionfyllda handlingen. Bland hans böcker märks Karjalan lunnaat (1998), som utsågs till årets bästa finländska deckare, Ruttokellot (2000) och Ikiyö (2003). Nimessä ja veressä (2005) såldes under utgivningsåret i 118 700 exemplar. Remes, som sedan länge är bosatt i Bryssel, tilldelades Kalevi Jäntti-priset 1998.